# Röt-Formation

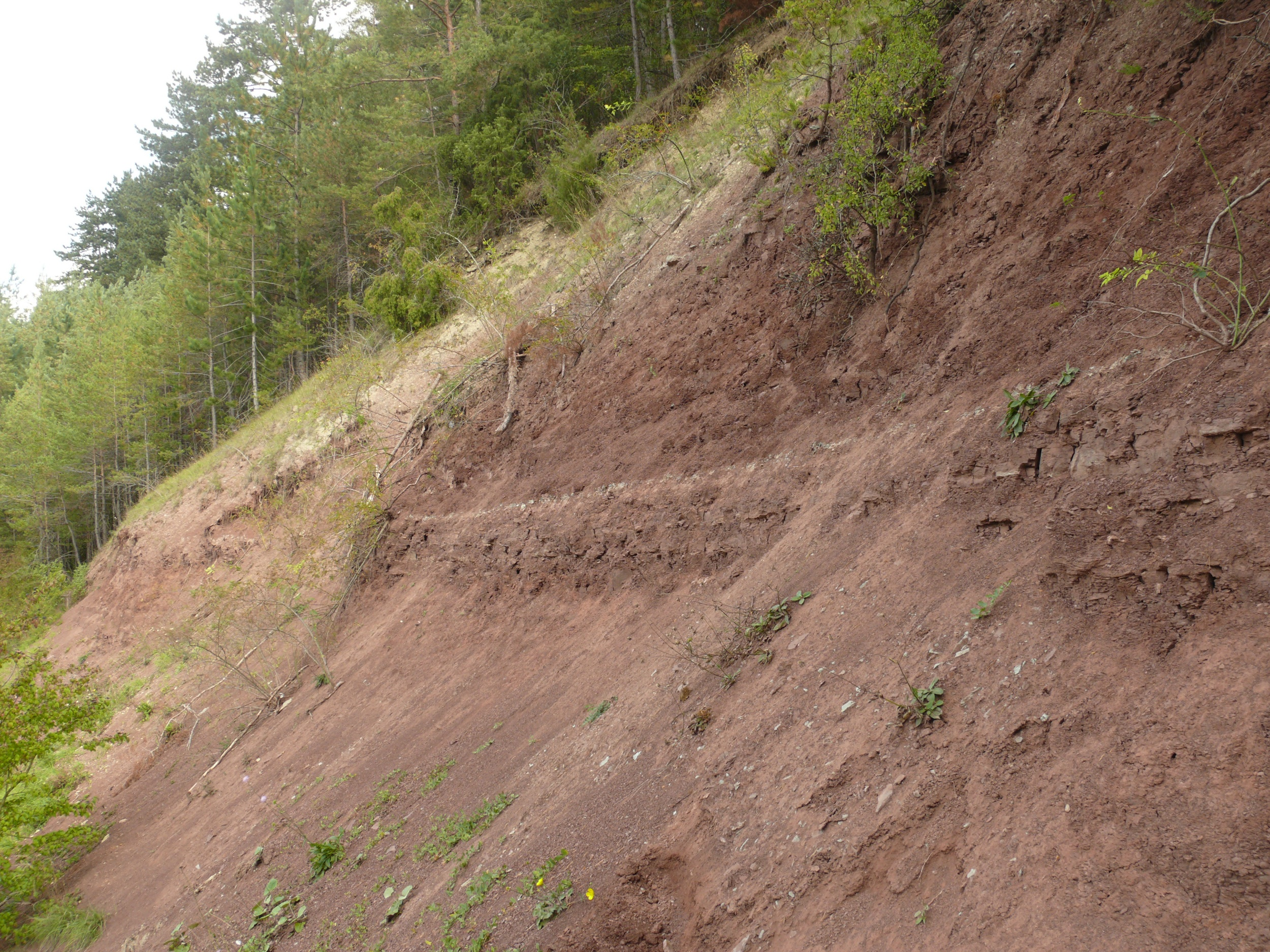
Aufschluss des Röt knapp unterhalb des Grenzgelbkalks in Hardheim

Die Röt-Formation ist eine Formation des Oberen Buntsandsteins, einer lithostratigraphischen Untergruppe der Buntsandstein-Gruppe der Germanischen Trias. Die Gesteinseinheit der Röt-Formation wird von der Solling-Formation des Mittleren Buntsandsteins unterlagert und von der Untergruppe des Unteren Muschelkalks überlagert.

## Definition
Als Untergrenze des Oberen Buntsandsteins wird die Basis des Rötsalinars definiert. In den Randbereichen, wo keine Evaporite vorhanden sind, wird die Grenze an die Basis des Chirotherien-Schiefers gelegt bzw. an die Basis des Plattensandsteins. Die Obergrenze ist zugleich die Grenze zum Muschelkalk. Die Buntsandstein-/Muschelkalk-Grenze wird definitionsgemäß an die Basis des Grenzgelbkalks gelegt. Der Obere Buntsandstein besteht überwiegend aus tonigen und siltigen Sedimenten in die Evaporite (Gips, Anhydrit und Steinsalz) eingelagert sein können. In den Randbereichen kommen auch sandige Lagen vor (z. B. der „Rötquarzit“). In anderen Gebieten schalten sich auch kalkige und dolomitische Lagen („Myophoriendolomite“) ein. Der Obere Buntsandstein kann im Beckenzentrum mit eingelagerten Evaporiten bis 350 m Mächtigkeit erreichen, ohne Salz noch bis 240 m.
Die Untergrenze der lithostratigraphischen Untergruppe des Oberen Buntsandsteins bzw. der Röt-Formation wird biostratigraphisch in das späte Olenekium, die Obergrenze (und damit die Untergrenze des Muschelkalks) in das frühe Anisium datiert. Dies entspricht geochronologisch etwa dem Zeitraum von 243 bis 244,5 Millionen Jahren.

## Ablagerungsraum
Zu Beginn der Ablagerungszeit des Oberen Buntsandstein veränderten sich die Sedimentationsbedingungen im Germanischen Becken. Das Meer drang von Osten über die Ostkarpaten-Pforte in das Becken vor. Im zentralen Teil des Beckens in Norddeutschland kam es zur Ablagerung von zwei Salzlagern, die zusammen über 100 m mächtig sein können. Im Bereich der Ostkarpaten-Pforte wurden dagegen bereits marine Karbonate abgelagert.